# 潘祖蔭

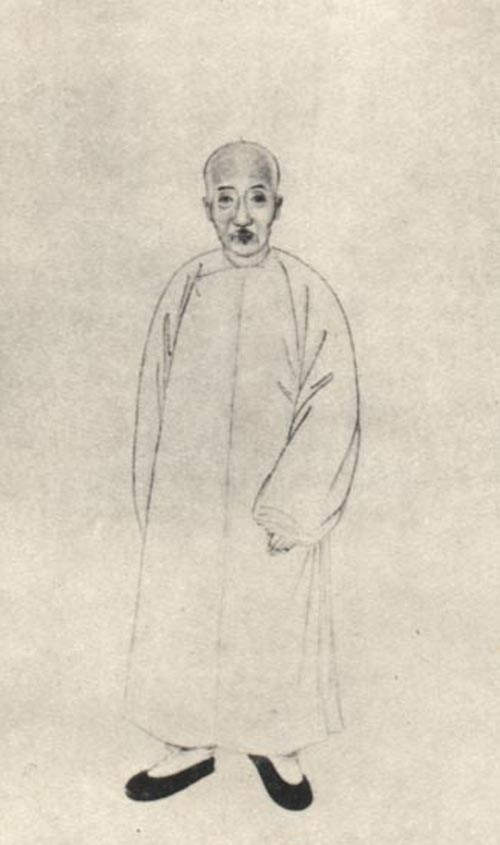
潘祖蔭

潘 祖蔭（はん そいん、Pān Zǔyīn、1830年 - 1890年）は、清の官僚・金石学者。字は伯寅、号は鄭盦。江蘇省呉県（現在の蘇州市）出身。
状元の潘世恩の孫。1852年、探花として進士となり、編修となった。その後、侍読学士、光禄寺卿、左副都御史、工部侍郎、戸部侍郎、大理寺卿、礼部右侍郎、工部尚書、刑部尚書、兵部尚書を歴任し、1882年には軍機大臣に就任した。死後、太子太傅と文勤の諡号を贈られた。
1860年、左宗棠が弾劾されたときに弁護して、「国家にとって湖南が無いことは一日もあってはならず、湖南にとって宗棠が無いことは一日もあってはならない」と述べた。
書物や金石碑文の収蔵家であり、目利きとして広く名を知られ、「潘神眼」と称された。
金石を好んで収蔵し、そのコレクションは陳介祺と並んで称された。

## 著書
- 『滂喜斎叢書』
- 『攀古楼彝器款識』